# Nagroda Pontifex Cracoviensis im. Sebastiana Sierakowskiego
Nagroda Pontifex Cracoviensis im. Sebastiana Sierakowskiego – polska nagroda ustanowiona przez Małopolski Oddział Związku Mostowców RP i przyznawana osobom, które swoją działalnością przyczyniły się do rozwoju polskiego mostownictwa.

## Laureaci
| Rok               | Edycja | Budowniczy Roku  | Projektant Roku       | Menadżer Roku         | Debiut Roku     | Nagroda za całokształt pracy zawodowej | Nagroda specjalna                |
| ----------------- | ------ | ---------------- | --------------------- | --------------------- | --------------- | -------------------------------------- | -------------------------------- |
| 26 listopada 2008 | 1      | Zygmunt Andrejas | Tadeusz Wojciechowski | Stanisław Illukiewicz | −               | −                                      | Kazimierz Flaga                  |
| 23 marca 2010     | 2      | Janusz Niemiec   | Piotr Wanecki         | Roman Rogowski        | Bogdan Soliński | −                                      | Kazimierz Furtak                 |
| 17 listopada 2011 | 3      | Wojciech Ciejka  | Zbigniew Skoplak      | Marek Drożdż          | −               | Stanisław Furman Czesław Kula          | Andrzej Ryżyński                 |
| 14 marca 2013     | 4      | Henryk Zobel     | Robert Słota          | Maciej Cichy          | Jacek Matyga    | −                                      | Wojciech Radomski Grzegorz Stech |
| 19 marca 2015     | 5      | Jacek Pysz       | Andrzej Mikulaścik    | Bogdan Pilujski       | Tomasz Zapała   | −                                      | Jan Biliszczuk                   |